# Mobilni obalni lanser
Mobilni obalni lanser (MOL) hrvatski je sustav namijenjen za nanošenje raketnih udara po površinskim snagama protivnika. Sustav je osmišljen u zagrebačkom Brodarskom institutu, a realiziran 1994. godine. Sustav je opremljen s četiri protubrodska projektila RBS-15 i zapovjednom kabinom smještenima na kamionu Tatra. Tri MOL-a su u sustavu Hrvatske ratne mornarice.

## Karakteristike
MOL je visoko automatiziran s mogućnošću vrlo brze reakcije i odabira cilja. Lansiranje provodi pojedinačno ili plotunima s paljbenih položaja na obali i otocima. Može djelovati samostalno ili u suradnji s drugim MOL-ovima ili raketnim topovnjačama (odnosno brodovima nositeljima raketnog protubordskog naoružanja).
- borbena masa: 17000 kg
- broj članova posade: 4
- daljina gađanja: 12 - 80 km
- smjer na cilj: 0 - 360
- sektor djelovanja: 180°
- gađanje cilja pod kutom: +/- 90°
- borbeni komplet 4 x RBS-15
- brzina rakete > 0,8 Maha
- vrijeme leta rakete: do 400 s
- spremnost RS:
  - niski stupanj 120 s (400 h)
  - visoki stupanj 40 s (24 h)
- masa bojne glave: 170 kg
- masa rakete (sa startnim motorom): 758 kg
- uvjeti za gađanje:
  - brzina cilja do 50 čv
  - brzina vjetra do 30 m/s
  - temperatura zraka - 35°C do + 57°C[2]

## Nadzorno – tehničko gađanje
U području srednjeg Jadrana, u akvatoriju Dugog otoka 14. svibnja 2015. održano je nadzorno – tehničko gađanje protubrodskom raketom RBS-15B, koja je po prvi put ispaljena s raketne bitnice te uspješno pogodila metu i potpuno je uništila.